# دفناوية
الدفناوية (الاسم العلمي: Daphneae) هي قبيلة من النباتات تتبع الفصيلة المثنانية من رتبة الخبازيات.

## أجناس الدفناوية
- الدفنة
- الدفنية
- المثنان